# Kostel Narození Panny Marie (Horné Krškany)
Kostel Narození Panny Marie v Horních Krškanech, které jsou městskou částí Nitry, je slovenskou národní kulturní památkou; nachází se na svažitém terénu hřbitova.

## Dějiny
Kostel byl postaven koncem 13. století zásluhou zoborských benediktinů. V průběhu 14. století byl interiér kostela vyzdoben nástěnnými malbami, které zachycovaly podobu interiéru kláštera a výjev Poslední večeře. V období reformace sloužil protestantům. Později byl opuštěn a chátral. Velkou obnovou prošel v 18. století, kdy byla zbourána původní svatyně a na jejím místě byla postavena nová loď. Kostel získal opačnou orientaci se svatyní na západní straně. V 19. století se prodloužila loď východním směrem. Následně začal kostel opět chátrat a na začátku 20. století byl pro dezolátní stav zavřený. V roce 1922 kostel vyhořel; požár způsobil vlak. V roce 1938 byl kostel obnoven. Ve stejném roce zde byla vybudována sakristie. Při obnově kostela objevily středověké malby s údajným vyobrazením zoborského kláštera a Poslední večeře, které restauroval akademický malíř Jelínek a v roce 2010 akademický malíř a restaurátor Vladimír Úradníček. Prvotní hypotéza o vyobrazení zoborského kláštera se  během výzkumu nepotvrdila. V roce 1939 byl kostel slavnostně otevřen. Kostel byl obnoven v letech 2008–2011. Při archeologickém výzkumu bylo objeveno několik hrobů a spodní část kamenné románské křtitelnice.